# Saikai
Saikai (jap. 西海市 Saikai-shi) – miasto w Japonii, na wyspie Kiusiu, w prefekturze Nagasaki. W 2010 roku liczyło 31 183 mieszkańców.